# Przestrzeń ortogonalna
Przestrzeń ortogonalna – skończenie wymiarowa przestrzeń liniowa {\displaystyle V} nad ciałem {\displaystyle K} wraz z określonym symetrycznym funkcjonałem dwuliniowym
{\displaystyle \xi \colon V\times V\to K.}
Funkcjonał {\displaystyle \xi } nazywany jest uogólnionym iloczynem skalarnym w przestrzeni ortogonalnej {\displaystyle V.}

## Przykład
Funkcjonał dwuliniowy
{\displaystyle \xi \colon \mathbb {R} ^{3}\times \mathbb {R} ^{3}\to \mathbb {R} ,}
który w bazie kanonicznej ma macierz
{\displaystyle {\begin{bmatrix}1&4&1\\4&3&0\\1&0&2\end{bmatrix}},}
jest uogólnionym iloczynem skalarnym w przestrzeni {\displaystyle \mathbb {R} ^{3}.} Funkcjonał ten można zapisać w jawnej postaci
{\displaystyle \xi \left({\begin{bmatrix}x_{1}\\x_{2}\\x_{3}\end{bmatrix}},{\begin{bmatrix}y_{1}\\y_{2}\\y_{3}\end{bmatrix}}\right)={\begin{bmatrix}x_{1}&x_{2}&x_{3}\end{bmatrix}}{\begin{bmatrix}1&4&1\\4&3&0\\1&0&2\end{bmatrix}}{\begin{bmatrix}y_{1}\\y_{2}\\y_{3}\end{bmatrix}}=x_{1}y_{1}+4x_{2}y_{1}+4x_{1}y_{2}+x_{1}y_{3}+x_{3}y_{1}+3x_{2}y_{2}+2x_{3}y_{3}.}